# 封建主義
封建主義（ほうけんしゅぎ）とは、
- 封土（収穫をうむような領土で、褒美や収入として臣下・家来に与えるもの）を与えたり受け取ったりすることによって成立する主人と臣下（家来）の関係[1]。また、そうした関係が社会の基本とする考え方・主張[1]。
- 英語のfeudalismの訳語として、（封建制という訳語の代わりに）用いられることもある。→封建制も参照。

## 日本における封建時代
日本においては、一般に鎌倉時代から明治維新までの武家支配時代を指す。上代の班田制の崩壊、荘園制の一般化によって、平安時代中期頃成立したと考えられており、鎌倉時代と室町時代は中世封建社会（封建社会前期）、江戸時代は近世封建社会（封建社会後期）に分類されている。

## 西洋における封建時代
ヨーロッパにおいては一般に6世紀頃から15世紀末頃を指す。漠然と中世全体を指すこともある。